# Château du Bousquet (Lot)
Pour les articles homonymes, voir Château du Bousquet.
Le château du Bousquet est un château situé à Arcambal, en France.
L'édifice est inscrit au titre des monuments historiques en 1979.

## Localisation
Le château est situé sur la commune d'Arcambal, dans le département français du Lot.

## Historique
La famille d'Arcambal est connue par des consuls de Cahors entre 1230 et 1307.
La connaissance de la famille du Bousquet commence avec Jean du Bousquet, anobli en 1341, frère du cardinal Bernard du Bousquet, archevêque de Naples. Jean du Bousquet pourrait être le constructeur du premier édifice.
C'est après la fin de la guerre de Cent Ans qu'a commencé la construction de la grosse tour centrale, entre 1484 et 1525, ainsi qu'une part importante de l'édifice comme le montre l'usage de motifs de roses et de bâtons écotés. En 1528, l'héritière du château Catherine du Bousquet épouse un membre de la famille Deslax.
Au XVIIe siècle, la famille Deslax d'Arcambal construit les tours de la façade ouest et la terrasse à balustrade. En 1787, complètement ruiné, le marquis Deslax d'Arcambal, maréchal des camps et armées du roi, doit vendre le château. La propriété est vendue de nouveau en 1804, puis en 1816, aux ancêtres des actuels propriétaires.
Le château du Bousquet est inscrit au titre des monuments historiques le 2 mars 1979.

## Description
Le château d'Arcambal regroupe des constructions de différentes époques. Des architectures des XVe, XVIIe et XVIIIe siècles se côtoient autour d'une tour maîtresse de forme circulaire elle-même datée de la fin du XVe siècle (à l'exception de son troisième étage, fruit d'une surélévation au XVe siècle).
L'édifice a pourtant une origine plus ancienne, certains vestiges attestent une construction de la borie (ici, domaine agricole) au XIIIe ou XIVe siècle, période à laquelle elle appartenait à Jean du Bousquet.